# Gem-pa-Aton (Karnak)

Rekonstruierter Tempelplan

Das Gem-pa-Aton (Transkription: Gm-p3-Jtn, Übersetzung etwa: „Gefunden ist der Aton“) ist ein Bezirk des Karnak-Tempels, der von Pharao Echnaton zu Ehren des Sonnengottes Aton errichtet wurde. Echnaton sah in Aton den einzig zu verehrenden Gott und bewirkte damit die Verdrängung der anderen Götter und Schließung von Tempelanlagen, darunter auch die des Amun-Tempels. Die damaligen Verhältnisse werden in ägyptologischen Kreisen oft als Revolution bezeichnet. Nach Herstellung der ursprünglichen Verhältnisse nach Echnatons Tod wurde das Gem-pa-Aton vollständig abgerissen.

## Lage und Gebäude
Der Gem-pa-Aton befand sich östlich des Amunbezirks und hatte eine Breite von 130 Metern und eine geschätzte Länge von 200 Metern. Die Anlage bestand möglicherweise aus einem großen Hof, der durch Quermauern in mehrere Teile geteilt war. Die Hallen waren, nach Arnold, umgeben mit 5 m hohen Statuenpfeilern, die das irreführend geschlechtslose bzw. zweigeschlechtliche Äußere des Königs zeigten. In anderen Monumenten sind noch der rudschi-menu n jten, das teni-menu und das Benben-Haus erwähnt. Diese sind ebenfalls alle zerstört, es gibt verschiedene Theorien zu dem Inhalt. Oft wird betont, dass der neue Tempel des Echnaton größer war als der herkömmliche Tempel in Karnak; hierbei muss jedoch berücksichtigt werden, dass ein Großteil des Amun-Tempels erst in ramessidischer Zeit gebaut wurde.

## Die Zerstörung des Tempels

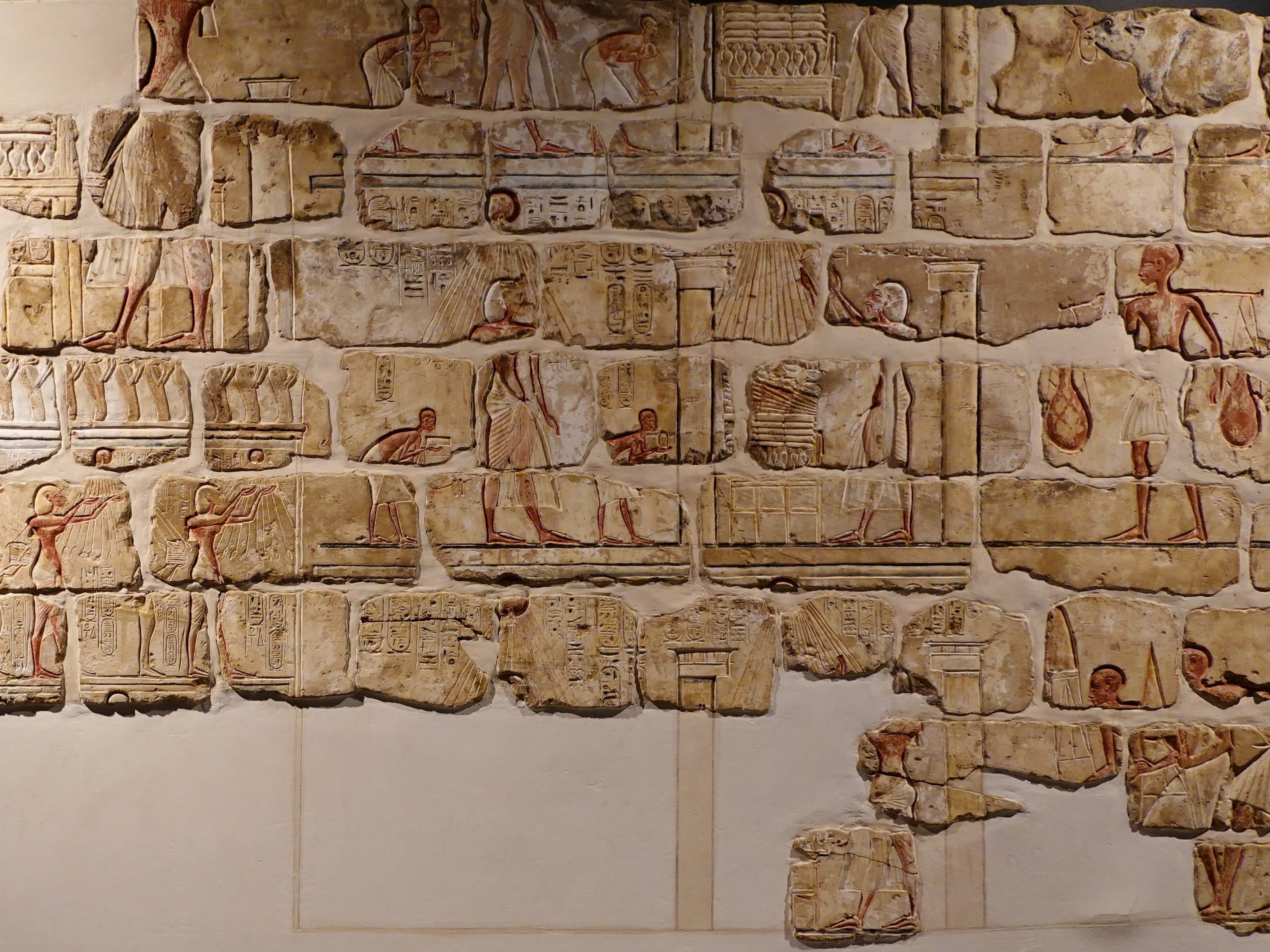
Restaurierte Talatat-Blöcke aus dem Gem-pa-Aton (Luxor-Museum)

Die Anlage wurde nach dem Ende der Echnaton-Regierung vollständig niedergerissen und die talatat genannten Blöcke in anderen Bauwerken als Füllmaterial verwendet. Paradoxerweise wurden sie gerade durch diese Verwendung vor Wettereinflüssen geschützt. Bei Restaurierungsarbeiten des Amun-Tempels kamen zehntausende der Talatat-Blöcke vollkommen unzusammenhängend, aber gut erhalten und mit erheblichen Farbresten zutage. Sie waren in den Bauten von Haremhab und seinen Nachfolgern wiederverwendet worden.
Viele der Talatat-Blöcke wurden in Haremhabs Pylonen gefunden, so dass die Annahme entstand, die Verdammung des Andenkens sei von ihm initiiert worden. Tatsächlich geht ein Vielfaches der Aktionen erst auf Ramses I. und dessen Sohn Sethos I. zurück. Trotzdem hat Haremhab versucht, das Andenken an die Amarna-Könige zu vernichten und erscheint in den ägyptischen Königslisten direkt nach Amenophis III. Im Luxor-Museum sind einige hundert dieser Blöcke restauriert und wieder zusammengefügt worden.